# Багаторядник шипуватий
Багаторядник шипуватий (Polystichum aculeatum L.) Roth) — вид рослин з родини щитникові (Dryopteridaceae).

## Опис
Вічнозелена багаторічна трав'яниста рослина. Має короткі коричневі, лускаті стебла. Молоді пагони дещо жовті. Листові пластини перисті, від 30 до 90 сантиметрів завдовжки, рідко довші. Черешок становить менше однієї третини від загальної довжини. Спори світло-жовті.

## Поширення
Батьківщина: Північна Африка, Західна Азія, Кавказ, Європа (вкл. Україна), північна частина Індійських Гімалаїв. Це найпоширеніша папороть Центрально-європейського щита. Росте на кам'янистих і затінених територіях, лісів, біля стін і т. д., віддаючи перевагу кислим ділянкам, багатим органічними речовинами. Вид характерний для балкових лісів і букових лісів.

## Використання
Іноді вирощується як декоративна рослина в садах.

## Галерея

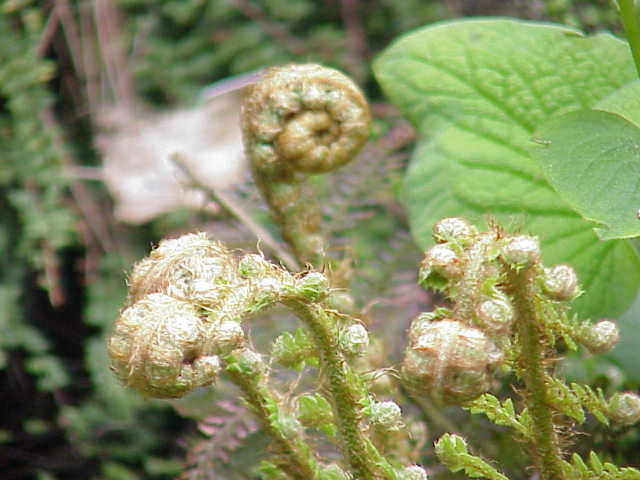
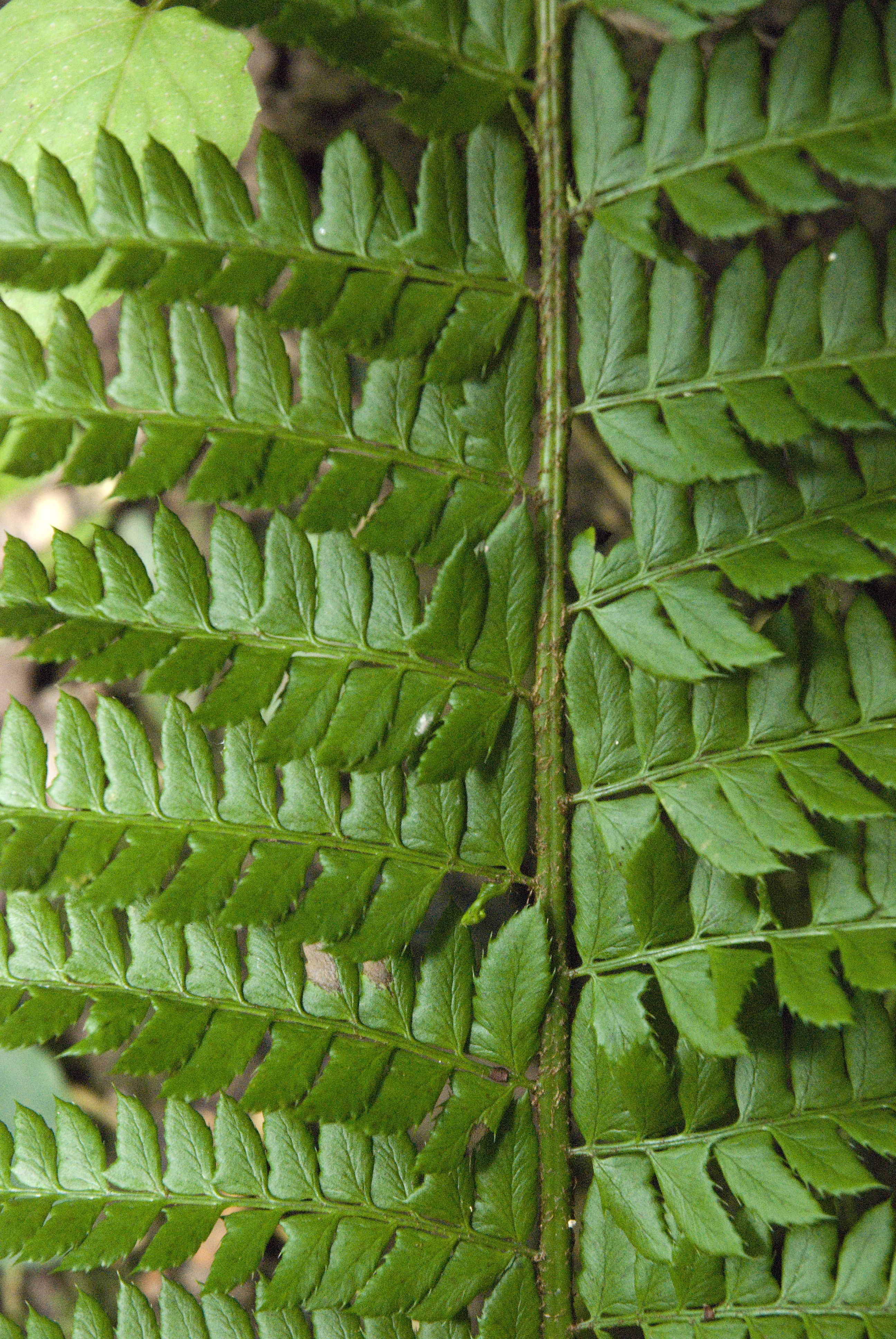
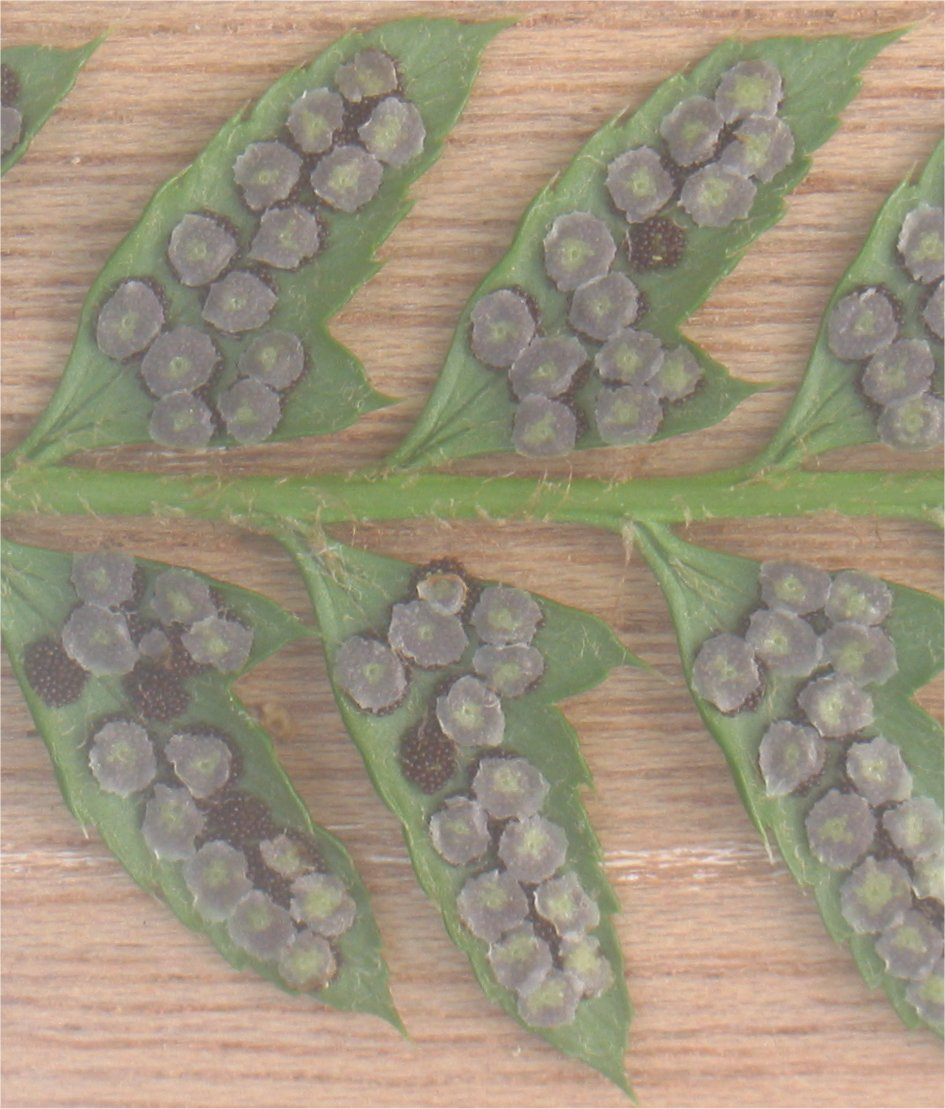
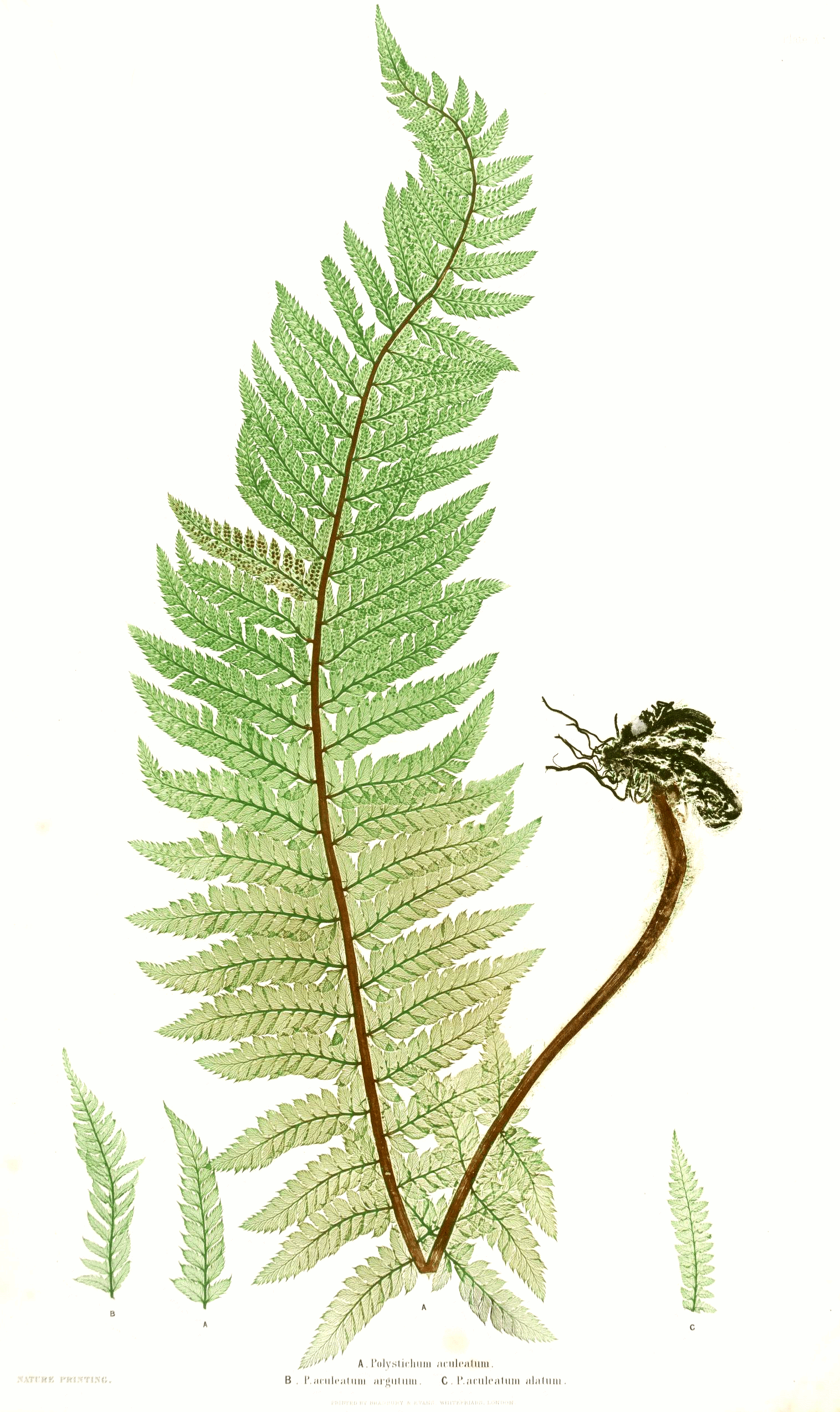